# Мурманска област
Мурманска област е субект на Руската федерация, в Северозападния федерален окръг. Площ 144 902 km2 (25-о място по големина в Руската Федерация, 0,85% от нейната територия). Население на 1 януари 2018 г. 753 226 души (63-то място в Руската Федерация, 0,51% от нейното население). Административен център град Мурманск. Разстояние от Москва до Мурманск 1967 km.

## Историческа справка
През 1915 г. е направена първата копка на първото руско селище Мурманск в региона, което през 1916 г. официално е признато за град. Мурманска област е образувана на 28 май 1938 г. През 1940 г. в резултат от Съветско-финландската война (1939 – 1940) към територията на областта са присъединени западните части на полуостровите Рибачи и Средни. На 19 септември 1944 г. след капитулацията на Финландия е присъединен района на селището Печенга (Петсамо), а на 3 февруари 1947 г. СССР купува от Финландия 146 km2 в района на селата Яникоски и Нискакоски и този участък също е присъединен към територията на Мурманска област.

## Географска характеристика

### Географско положение, граници, големина
Мурманска област е разположена в крайната северозападна част на Европейска Русия, в Северозападния федерален окръг. На югозапад граничи с Република Карелия, на запад – с Финландия, на северозапад – с Норвегия, на север и североизток се мие от водите на Баренцево море, а на югоизток и юг – от водите на Бяло море. В тези си граници заема площ от 144 902 km2 (25-о място по големина в Руската Федерация, 0,85% от нейната територия).

### Релеф
Областта заема целия Колски полуостров и районите западно от него, като на север и североизток се мие от водите на Баренцево море, а на югоизток и юг – от водите на Бяло море. Бреговете на Баренцево море са високи и стръмни, а тези на Бяло море – ниски и полегати. Релефът е предимно равнинен и е силно пресечен. В западните части на полуострова са разположени ниските планински масиви Хибини (връх Часначор 1191 m) и Ловозерски тундри (връх Сенгисчор 1116 m), а в централните части, от запад на изток ниското вододелно възвишение Кейви. По-голямата част от областта се намира на север от Северната полярна окръжност.

### Климат
Климатът е умерено хладен, смекчен от влиянието на топлото Нодкапско течение (югоизточно разклонение на топлото течение Гълфстрийм), поради което югозападната част на Баренцево море не замръзва през цялата година. Зимата е дълга, но не е сурова, със средна януарска температура от -8 до 13 °C. Характерна особеност за областта е наличието на продължителен полярен ден (от 27 май до 18 юни) и продължителна полярна нощ (от 10 декември до 8 януари) на 68°с.ш. Лятото е кратко и прохладно със средна юлска температура от 8 до 14 °C. Годишната сума на валежите варира от 350 mm до 1000 mm в планинските райони. Продължителността на вегетационния период (минимална денонощна температура 5 °C) е от 80 дни на север до 130 дни на юг.

### Води
В Мурманска област има 20 616 реки (с дължина над 1 km) с обща дължина 60 485 km и те принадлежат към три водосборни басейна: Баренцево море (44%), Бяло море (55%), а една незначителна част на югозапад – към водосборния басейн на Балтийско море (1%). Към водосборния басейн на Баренцево море се отнасят реките: Тулома с десния си приток Кола, Паз, Териберка, Вороня, Йоканга. В Бяло море се вливат реките: Ковда, Нива, Умба, Варзуга, Поной. Към водосборния басейн на Балтийско море принадлежи най-горния басейн на река Тенийоки, десен приток на Кемийоки, вливаща се в Ботническия залив на Балтийско море. Почти всички големи реки в областта имат сравнително малки водосбори и текат в меридиално направление с изключение на река Поной, която тече по паралела. Повечето от мурманските реки изтичат от езера и независимо от малките си дължини са пълноводни. Подхранването им е смесено с преобладаване на снежното (до 60%). За тях е характерно високо и продължително пролетно, а за някои по-северни лятно пълноводие. Замръзват през октомври – ноември, а се размразяват през май.
В Мурманска област има над 117 хил. естествени и изкуствени водоеми с обща площ около 11,1 хил. km2, в т.ч. над 32 хил. езера с площ по-голяма от 10 дка. По-голямата част от естествените езера са с ледников произход – ледниково-тектонски, моренни. Значително разпространение имат крайречните (старици), блатните и термокарстовите езера. Много от големите мурмански езера са включени във водохранилища, като част от тях напълно са погълнати от водохранилищата, а други частично са запазили своята изолираност. Най-големите езера в региона са: Имандра, Ловозеро, Умбозеро, Нотозеро. Към големите водохранилища в региона се отнасят: Верхнетериберско на река Териберка, Верхнетуломско на река Тулома, Йовско и Княжегубско на река Ковда, Пиренгско на река Пиренга, Серебрянско 1 и Серебрянско 2 на река Вороня и Кайтакоски на река Паз. Блатата и заблатените земи покриват 39,34% от територията на Мурманска област – 57 010 km2, и тя заема първо място в Русия по този показател.

### Почви, растителност, животински свят
Основните почви в областта са подзолистите, блатните и тундровите. Северната част от областта (20%) е заета от тундра, а южната – от лесотундра. Около 30% от територията ѝ (основно на запад и юг) е гориста – основно бор, смърч и бреза. Животинския свят е представен от див северен елен, лос, росомаха, мечка, белка, лисица, песец, ондатра, норка, хермелин, заек. Реките и езерата са богати на различни видове риба.

## Население
На 1 януари 2018 г. населението на Мурманска област наброява 753 226 души (63-то място в Руската Федерация, 0,51% от нейното население). Гъстота 5,2 души/km2. Градско население 93%. При преброяването на населението на Русия през 201 г. етническият състав на областта е следния: руснаци 89%, украинци 4,8%, беларуси 1,7%, татари 0,8%, коми, саами и карели 0,2%, фини 0,03%.

## Административно-териториално деление
В административно-териториално отношение Мурманска област се дели на 12 областни градски окръга, 5 муниципални района, 16 града, в т. ч. 6 града с областно подчинение (Апатити, Кировск, Мончегорск, Мурманск, Оленегорск и Полярни Зори), 4 града с районно подчинение (Заполярни, Кандалакша, Кола и Ковдор) и 6 града с особен статут (Гаджиево, Заозьорск, Островной, Полярни, Североморск и Снежногорск) и 11 селища от градски тип, в т.ч 1 сгт с особен статут (Сафоново).
| Административна единица | Площ (km2) | Население (2018 г.) | Административен център | Население (2018 г.) | Разстояние до Мурманск (в km) | Други градове и сгт с районно подчинение               |
| ----------------------- | ---------- | ------------------- | ---------------------- | ------------------- | ----------------------------- | ------------------------------------------------------ |
| Областни градски окръзи |            |                     |                        |                     |                               |                                                        |
| 1. Мурманск             | 154        | 298 096             | гр. Мурманск           | 298 096             |                               |                                                        |
| 2. Александровск        | 521        | 44 827              | гр. Полярни            | 17 568              | 68                            | гр. Гаджиево, гр. Снежногорск                          |
| 3. Апатити              | 2500       | 56 358              | гр. Апатити            | 56 356              | 185                           |                                                        |
| 4. Кировск              | 3600       | 28 863              | гр. Кировск            | 26 687              | 205                           |                                                        |
| 5. Мончегорск           | 3400       | 45 955              | гр. Мончегорск         | 42 581              | 145                           |                                                        |
| 6. Оленегорск           | 1900       | 29 849              | гр. Оленегорск         | 21 039              | 112                           |                                                        |
| 7. Островной            | 463        | 1924                | гр. Островной          | 1876                | 358                           |                                                        |
| 8. Полярни Зори         | 1000       | 16 956              | гр. Полярни Зори       | 14 644              | 248                           |                                                        |
| 9. Ковдор               | 4066       | 21 389              | гр. Ковдор             | 18 912              | 375                           |                                                        |
| 10. Заозьорск           | 516        | 10 019              | гр. Заозьорск          | 10 019              | 111                           |                                                        |
| 11. Североморск         | 480        | 60 423              | гр. Североморск        | 51 209              | 25                            | Сафоново                                               |
| 12. Видяево             | 78         | 6146                | пос. Видяево           | 6146                | 87                            |                                                        |
| Муниципални райони      |            |                     |                        |                     |                               |                                                        |
| A. Кандалакшки          | 14 410     | 44 722              | гр. Кандалакша         | 32 034              | 276                           | Зеленоборски                                           |
| B. Колски               | 28 320     | 41 163              | гр. Кола               | 9701                | 12                            | Верхнетуломски, Килдинстрой, Молочни, Мурмаши, Туманни |
| C. Ловозерски           | 52 978     | 10 910              | с. Ловозеро            | 2871                | 199                           | Ревда                                                  |
| D. Печенгски            | 8700       | 37 204              | сгт Никел              | 11 599              | 210                           | гр. Заполярни, Печенга                                 |
| E. Терски               | 19 310     | 5294                | сгт Умба               | 4658                | 404                           |                                                        |

|  | Тази страница частично или изцяло представлява превод на страницата „Административно-территориалное деление Мурманской области“ в Уикипедия на руски. Оригиналният текст, както и този превод, са защитени от Лиценза „Криейтив Комънс – Признание – Споделяне на споделеното“, а за съдържание, създадено преди юни 2009 година – от Лиценза за свободна документация на ГНУ. Прегледайте историята на редакциите на оригиналната страница, както и на преводната страница, за да видите списъка на съавторите. ВАЖНО: Този шаблон се отнася единствено до авторските права върху съдържанието на статията. Добавянето му не отменя изискването да се посочват конкретни източници на твърденията, които да бъдат благонадеждни. |

## Селско стопанство
Отглежда се едър рогат добитък, олени (прибл. 60 хил. глави), свини; фуражни култури, картофи, зеленчуци.
| хиляди хектара | 6 | 24,8 | 16 | 12,1 | 7,8 | 7,1 | 7,7 |